# Michal Kraus
Michal Kraus (* 1. října 1957 Konice) je český podnikatel a politik, za normalizace poslanec České národní rady za KSČ, po sametové revoluci člen ÚV KSČ, počátkem 90. let představitel reformního křídla v KSČM a následně spoluzakladatel Demokratické strany práce, poslanec České národní rady a Poslanecké sněmovny za Demokratickou stranu práce (zvolen na kandidátce HSD-SMS), od roku 1993 do roku 2006 poslanec za ČSSD, předseda sociálně demokratického poslaneckého klubu, bývalý vládní zmocněnec pro přípravu libereckého šampionátu v lyžování 2009. Je jediným akcionářem společnosti RFK Invest, která vlastní pozemky v účetní hodnotě 15 milionů korun.

## Biografie

### Před rokem 1990
Vystudoval gymnázium a Vysokou školu chemicko-technologickou v Pardubicích. V 80. letech pracoval ve Východočeských papírnách, od roku 1989 do 1990 byl tajemníkem MěNV Lanškroun. Od roku 1984 byl členem Komunistické strany Československa.
Ve volbách v roce 1986 byl zvolen za KSČ do České národní rady. Zde setrval i po sametové revoluci. Tehdy se navíc začal angažovat v nejvyšším vedení komunistické strany. Od prosince 1989 do roku 1990 byl členem Ústředního výboru KSČ. Za již federalizovanou KSČM se stal ve volbách v roce 1990 opětovně poslancem ČNR.

### Politická aktivita v letech 1990–1993
V rámci KSČM vytvořil na jaře 1991 frakci Demokratická levice KSČM, která požadovala změnu názvu strany. Členové frakce (kromě Krause například i Vasil Mohorita) krátce ještě před skončením referenda (v němž většina hlasujících podpořila zachování názvu „komunistická“) KSČM opustili, spojili se s některými bývalými členy Československé strany socialistické a utvořili formaci Demokratická strana práce (DSP). V květnu 1992 se uvádí jako místopředseda DSP.
Právě za Demokratickou stranu práce byl ve volbách v roce 1992 zvolen do České národní rady. DSP ovšem v těchto volbách nekandidovala samostatně a Kraus se tak do parlamentu dostal na kandidátní listině Hnutí za samosprávnou demokracii – Společnost pro Moravu a Slezsko (HSD-SMS). Zasedal v rozpočtovém výboru.

### Politická aktivita po roce 1993
Od vzniku samostatné České republiky v lednu 1993 byla ČNR transformována na Poslaneckou sněmovnu Parlamentu České republiky. Zde Kraus zasedal do dubna 1993 v poslaneckém klubu HSD-SMS a pak přestoupil do klubu ČSSD. V květnu 1993 rezignoval na vedoucí posty v DSP. Od května 1993 byl pak členem ČSSD.
Mandát ve sněmovně obhájil ve volbách v roce 1996, 1998 a 2002. V letech 1996–2002 byl místopředsedou rozpočtového výboru, v letech 2002–2005 členem a v období let 2005–2006 předsedou tohoto výboru. V období let 2005–2006 rovněž zastával funkci předsedy poslaneckého klubu ČSSD. Na poslanecký mandát rezignoval v lednu 2006.
Po tzv. kakaové aféře (viz níže) odešel z vysoké politiky a věnoval se podnikání. Od bývalého šéfa Socialistického svazu mládeže Martina Ulčáka koupil v roce 2006 firmu RFK Invest s širokým záběrem podnikání včetně reklamy nebo realit. V později zrušených parlamentních volbách na podzim 2009 kandidoval na třetím místě kandidátky ČSSD v Libereckém kraji. Ve sněmovních volbách v květnu 2010 byl ze třetího místa kandidátky odsunut preferenčními hlasy voličů na čtvrté místo, do parlamentu se nedostal.
V komunálních volbách roku 2002 kandidoval do zastupitelstva města Semily za ČSSD, ale nebyl zvolen. V říjnu 2012 se o Krausovi mluvilo v souvislosti s jeho politickým angažmá na krajské úrovni na Liberecku. Měl pomáhat bývalému ministru školství Josefu Dobešovi při zřizování politického hnutí PRO sport a zdraví. Zároveň působil na postu předsedy okresní organizace ČSSD v Semilech a okresní vedení strany ho navrhlo do pozice vyjednavače ČSSD pro případnou krajskou koalici v krajských volbách roku 2012.

### Sport
Michal Kraus od mládí sportuje. V rychlostní kanoistice, lehké atletice a dalších disciplínách získal v letech 1971 až 1984 dvacet medailí, v roce 1986 byl oceněn titulem Mistr sportu. Až do roku 2007 byl šéfem prvoligového klubu SK Kladno, odkud odešel po sporech s vedením klubu. Od ledna 2008 je ve vedení jabloneckého klubu FK Baumit. Jako poslanec se zasloužil o mnohamiliónové dotace klubu, ve kterém hrál jeho syn. Michal Kraus je bývalý vládní zmocněnec pro přípravu libereckého šampionátu v lyžování 2009. Ve funkci byl od roku 2005 do 2006, kdy ho nahradil Tomáš Hasil z ODS.

### Soukromý život
Se svou ženou Danou má tři děti, dcery Michaelu (* 1981) a Danielu (* 1984) a syna Pavla (* 1987). Po listopadu 1990 si rozšířil vzdělání na dalších vysokých školách, doktorát získal v oboru politologie.

## Publikační činnost
Od roku 1988 je autorem řady odborných statí, polemik a přednášek publikovaných prakticky ve všech tištěných a elektronických médiích. Od roku 1999 je autorem či spoluautorem většiny zákonů, vládních koncepcí, programů a plánů v oblasti podpory sportu. Knižně vydal čtyři svazky dětských říkánek a autobiografický rozhovor pod názvem „Umím pomáhat“ (Praha: Propolis 2010).

## Kontroverze

### Kauza Harrachov
Za předsednictví Michala Krause rozhodl rozpočtový výbor poslanecké sněmovny o přidělení dotace na neziskové sportovní centrum v Harrachově. Místo neziskového sportovního centra byla dotace použita na výstavbu luxusního hotelu společnosti PV Real z Prostějova. Stejná firma postavila v sousedství hotelu několik apartmánových domů a v jednom z nich si v roce 2006 koupil byt Krausův, tehdy devatenáctiletý, syn Pavel. V roce 2009 si ve stejném domě koupil byt i Michal Kraus. Podle názoru některých novinářů šlo však ve skutečnosti o odměnu za přidělenou dotaci na výstavbu hotelu.
Celá kauza měla později vliv na rezignaci tehdejšího předsedy poslanecké sněmovny Miloslava Vlčka, na jehož návrh bylo o dotaci v rozpočtovém výboru rozhodnuto. Koncem června 2010 odhlasovala ukončení vlastní činnosti harrachovská organizace ČSSD patřící pod semilskou okresní organizaci ČSSD, kterou vede Michal Kraus. Rozpuštění zdůvodnila nemožností úspěchu ve volbách pod vedením Michala Krause, člověka svázaného s mnoha skandály.

### Kakaová aféra
Do pozornosti veřejnosti se dostal v souvislosti s tzv. kakaovou aférou, která vyšla najevo v roce 2006. Podle zjištění Mladé Fronty DNES se Kraus v roce 2001 podílel na sjednávání obchodů podnikatele Františka Riga, bývalého agenta BIS, který byl v roce 2006 odsouzen za podvod v Kreditní bance Plzeň. Jednalo se o nákup podniku na zpracování kakaových bobů v africké Ghaně, odtud také název aféry. Ve smlouvě o smlouvě budoucí na nákup továrny PBC za půl miliardy korun je Kraus, tehdejší poslanec za ČSSD, podepsán jako ředitel podniku ProAfri.
Podle Františka Riga měla investovaná suma pocházet z úplatků na nákup švédských stíhaček Gripen. Kraus naopak tvrdí, že se stal obětí Rigových dezinformací. Po odhalení aféry nebyla vyřešena otázka, kdo půjčil Krausovi dva miliony korun jako zálohu na projekt. Nejdříve tvrdil, že peníze patřily Rigovi, poté však do policejního protokolu uvedl, že si je půjčil od neznámého podnikatele z Pardubic, vložil je na účet své matky a poté poslal na účet ghanské agentury pro privatizaci. Na splátku dluhu si půjčil od dalšího podnikatele, tomu prý peníze v roce 2006 vrátil.
Michal Kraus následně rezignoval na funkce předsedy poslanců ČSSD a rozpočtového výboru sněmovny. Odešel tak z nejvyšší politiky po nepřetržitém dvacetiletém mandátu. Aféra však nakonec nebyla vyšetřena, protože Ghana ignorovala žádosti české policie o právní pomoc.